# Ana Vilma de Escobar
Ana Vilma de Escobar là một nữ chính trị gia người Salvador, từng là Phó Tổng thống El Salvador từ ngày 1 tháng 6 năm 2004 đến ngày 1 tháng 6 năm 2009. Bà là thành viên của đảng Liên minh Cộng hòa Quốc gia cánh hữu (ARENA).
bà là người phụ nữ đầu tiên giữ chức Phó chủ tịch, bổ sung cho công thức tổng thống của Elías Antonio Saca cho nhiệm kỳ 2004-2009. Chiến thắng của họ là kết quả của cuộc bầu cử được tham dự nhiều nhất trong lịch sử Salvador, cho đảng của họ, ARENA, 58,5% số phiếu, cao hơn 20 điểm so với ứng cử viên gần nhất. Bà đã tìm kiếm đề cử cho tổng thống El Salvador trong nhiệm kỳ tổng thống năm 2008 nhưng đã bị cảnh sát trưởng quốc gia Rodrigo Ávila đánh bại.

## Giáo dục và kinh nghiệm
bà có bằng Kinh tế tại Đại học Trung tâm của Jose Jose Simeón Cañas, ngoài ra bà còn có kinh nghiệm sư phạm trong các lĩnh vực toán học và ngôn ngữ. Bà thông thạo cả tiếng Anh và tiếng Pháp.
De Escobar đã làm việc mười năm tại Cơ quan Phát triển Quốc tế Hoa Kỳ trong Văn phòng khu vực tư nhân quản lý các dự án để phát triển thúc đẩy xuất khẩu phi truyền thống và đầu tư nước ngoài thông qua khu vực tư nhân và công cộng.
Sự tham gia của bà vào chính trị Salvador bao gồm vai trò Giám đốc điều hành của đảng chính trị ARENA và Giám đốc của ngành Phụ nữ của Đảng. Bà là một ứng cử viên cho đại hội trong cuộc bầu cử năm 2003.

## Quản trị

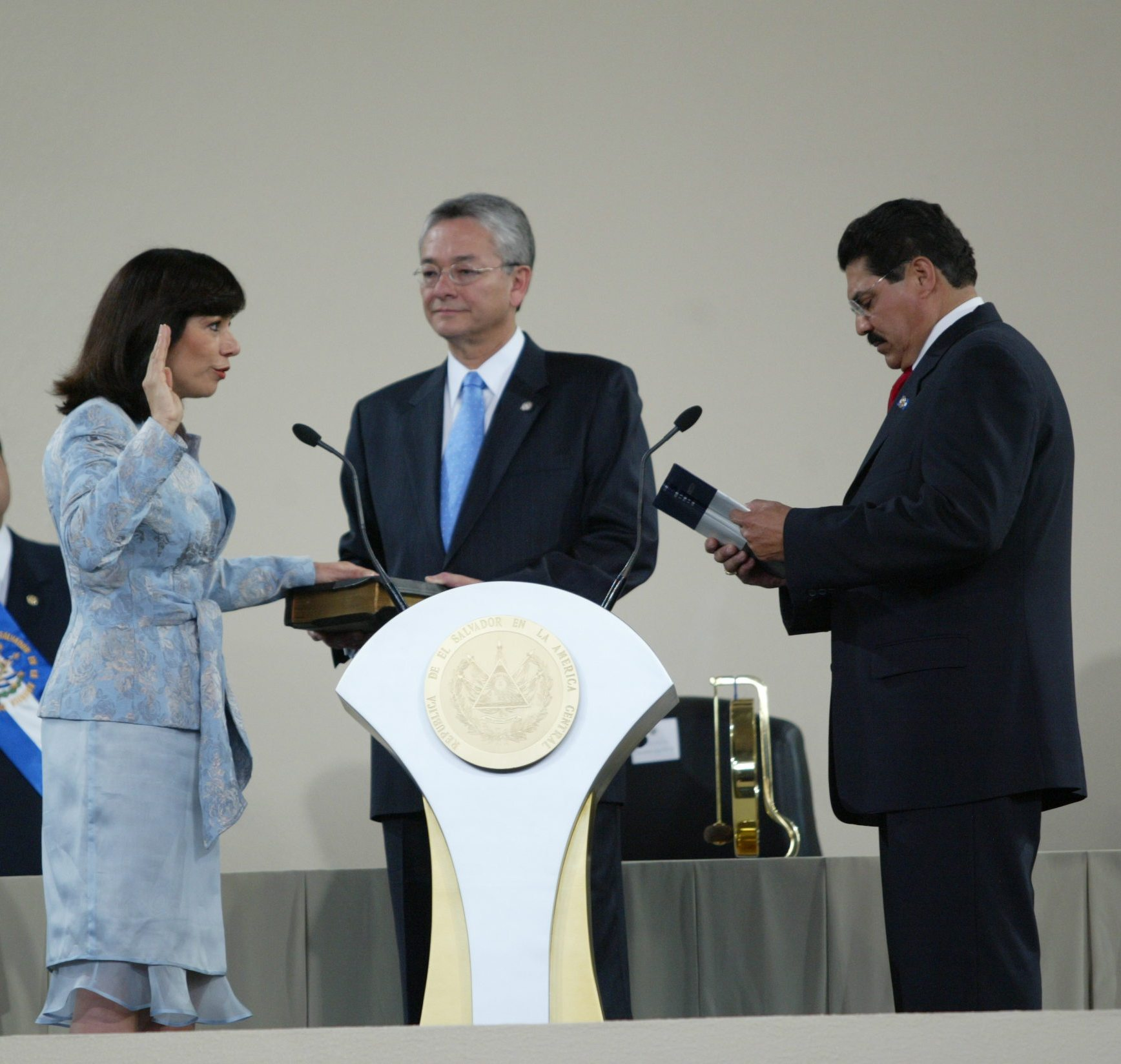
Trong buổi lễ nhậm chức, vào ngày 1 tháng 6 năm 2004.

Trong chính phủ có nhiệm vụ lãnh đạo các nỗ lực tạo việc làm thông qua Cơ quan xúc tiến đầu tư trực tiếp nước ngoài '' 'PROESA' '(viết tắt từ tiếng Tây Ban Nha) và Cơ quan xúc tiến xuất khẩu EXPORTA, đã được bầu làm Cơ quan xúc tiến xuất khẩu (EXPORTA).
Trong quản lý của bà đã phát triển khái niệm và khởi động Chiến lược xuất khẩu quốc gia có hiệu lực cho đến năm 2016, thu hút đầu tư chiến lược cho việc tích hợp ngành dệt may và thu hút đầu tư vào lĩnh vực dịch vụ, đặc biệt là Liên hệ và phân phối và hậu cần. 
bà cũng đã phát triển một kế hoạch để biến El Salvador thành một trung tâm khu vực, với mục tiêu hiện đại hóa đất nước. 
De Escobar cũng là chủ tịch của Ủy ban Quốc gia về Phát triển bền vững (CNDS). CNDS làm việc với Chương trình Phát triển Liên Hợp Quốc, các tổ chức quốc tế và các tổ chức chính phủ chịu trách nhiệm thực hiện các chương trình xã hội quốc gia. 

## Ứng cử viên lập pháp
Vào ngày 20 tháng 5 năm 2011 đã được công bố đề cử của ông một ứng cử viên lập pháp cho Hội đồng Lập pháp El Salvador của bộ San Salvador, thuộc Liên minh Cộng hòa Quốc gia (ARENA).
Một điểm khác biệt so với các năm trước trong cuộc bầu cử, là những cải cách trong luật bầu cử, lá phiếu bầu cử đại biểu, sẽ cho thấy khuôn mặt của các ứng cử viên. Ana Vilma bắt đầu vào tháng 12 năm 2011, một chiến dịch có tên Bảo vệ phiếu bầu của bạn và lời hứa chiến dịch chính là kế hoạch hoạt động của bạn là cam kết cho sự phát triển của đất nước trong tất cả các lĩnh vực.
Vào Chủ nhật ngày 11 tháng 3 năm 2012, đất nước đang trong cuộc bầu cử, sau khi Ủy ban bầu cử tối cao El Salvador xem xét kỹ lưỡng rằng Ana Vilma de Escobar đã nhận được 135.015 phiếu bầu, những kết quả này đã trở thành ứng cử viên cho Đại hội Đảng Arena ở San Salvador với nhiều phiếu ưu tiên nhận được bằng khuôn mặt. De Escobar sẽ giữ chức phó phụ trách của San Salvador trong giai đoạn 2012 20152015 tại quốc hội Salvador.